# John William Godward

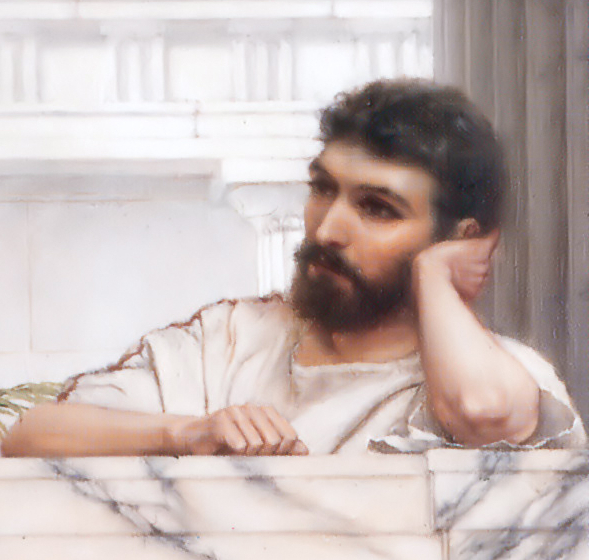
Vermutliches Selbstporträt John William Godwards

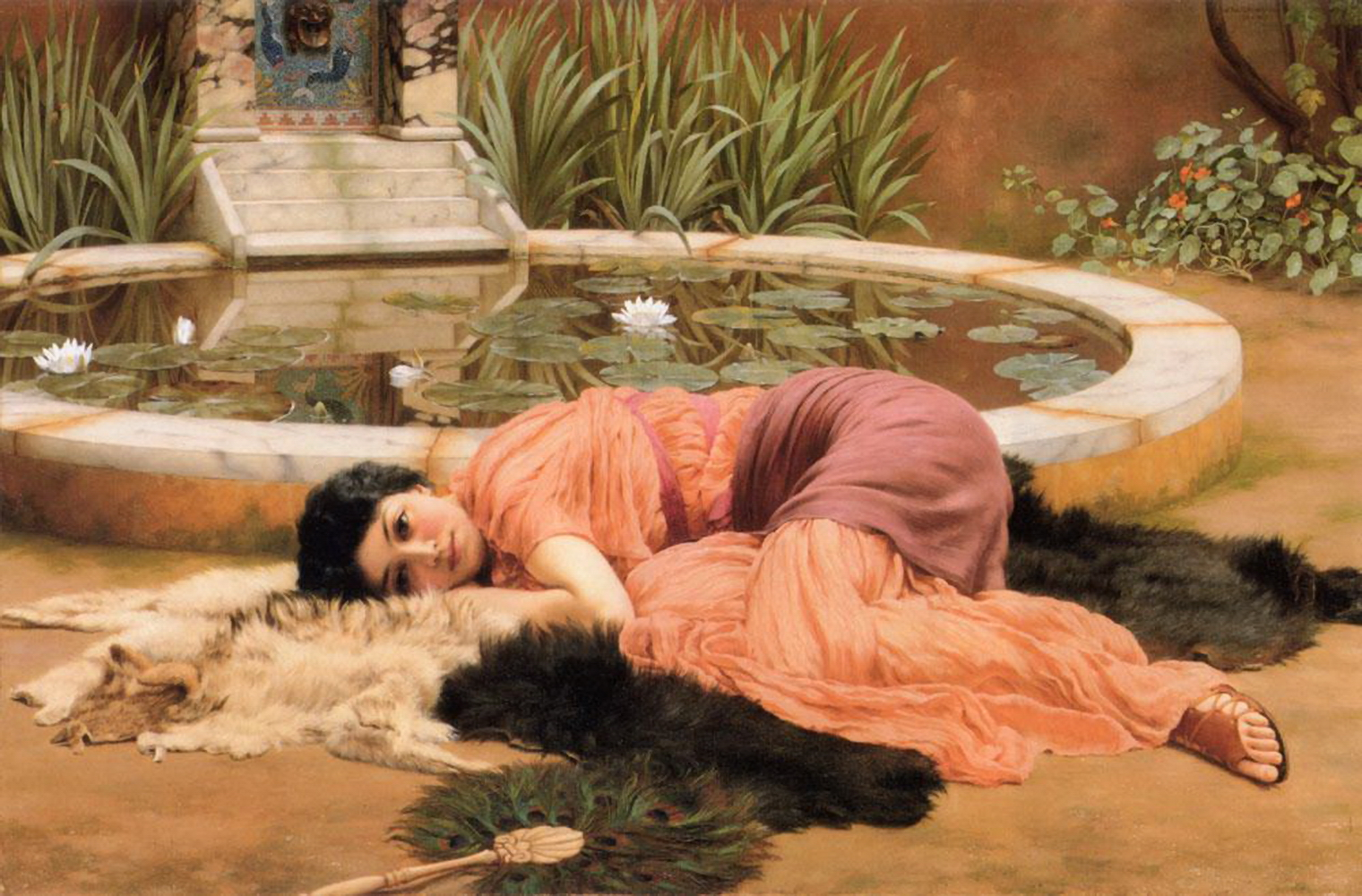
Sweet Nothings (1904)

John William Godward (* 9. August 1861 in Wimbledon; † 13. Dezember 1922 in London) war ein britischer Maler des Neoklassizismus.

## Leben
Godward war der älteste Sohn von John Godward und dessen Ehefrau Sarah. Er stammte aus einer angesehenen Londoner Beamtenfamilie, die seinen Wunsch, Künstler zu werden, missbilligte. Nach seiner Ausbildung zum Architekturzeichner wurde er von Sir Lawrence Alma-Tadema gefördert und stellte ab 1887 gelegentlich in der Royal Academy of Arts aus. Zusammen mit Henry Ryland leitete er eine Malerwerkstatt in London. 1904 reiste er zum ersten Mal nach Italien, wo er 1912 mit einem seiner Modelle in die von Künstlern bewohnte Villa Strohl-Fern nahe den Gärten der Villa Borghese in Rom übersiedelte. 1919 kehrte er aus gesundheitlichen Gründen nach England zurück und lebte bei seinem jüngeren Bruder Charles Arthur. 1922 starb Godward durch Suizid.
Seine ihm bereits entfremdete Familie war über seinen Suizid so beschämt, dass sie alle seine Papiere und Fotografien vernichtete. Als Grund für seine Selbsttötung soll er angegeben haben, die Welt sei nicht groß genug für ihn und Pablo Picasso.
Sein bekanntestes Gemälde Sweet Nothings befindet sich in der Sammlung von Andrew Lloyd Webber.